# Đuro Pulitika
Đuro Pulitika (Bosanka, selo iznad Dubrovnika, 26. siječnja 1922. – Dubrovnik 14. prosinca 2006.), hrvatski slikar.

## Životopis
Osnovnu školu i gimnaziju završava u Dubrovniku. Godine 1938. učitelj Mato Lalić dovodi ga Kosti Strajniću koji mu, kao i drugim mladim ljudima, kolegama, daje prve poduke o umjentost i uvodi u slikarstvo.
Godine 1941. nakon dvogodišnjih priprema, upisuje Akademiji likovnih umjetnosti u Zagrebu, ali je napušta i vraća se u rodni Dubrovnik, kojemu slikarski ostaje vjeran cijeli život. Nakon povratka u Dubrovnik, u domu Koste Strajnića upoznaje Petra Lubardu. Na njegov poziv odlazi u Cetinje te upisuje Umjetničku školu koju završava 1950. godine. Prvi put samostalno islaže u Salonu LIKUM u Dubrovniku 1953. godine. Izlagao je na više od 50 samostalnih izložbi i na brojnim skupnim izložbama u zemlji i inozemstvu. 
Osamdesetih godina 20. stoljeća u velikim krajolicima žarkoga kolorizma postiže monumentalnost izraza. Čest su mu motiv i plošni akti. Dobitnik je niza nagrada, diploma i oličja. Godine 1983. dobiva godišnju nagradu Vladimir Nazor, 1993. nagradu grada Dubrovnika za životno djelo, a 1997. godine primio je i nagradu Vladimir Nazor za životno djelo. 
Zajedno s Antunom Maslom i Ivom Dulčićem čini poznati dubrovački slikarski trio.
Samostalno je izlagao u Dubrovniku, Splitu, Zagrebu, Rijeci, Gentu, Londonu, New Yorku, Rimu, Milanu, Napulju i Parizu.
Đuro Pulitika umro je 14. prosinca 2006. godine u Dubrovniku. 

## Vanjske poveznice
- Pulitika, Đuro Hrvatska enciklopedija. LZMK (životopis)